# Keeper of the Seven Keys Part 2
Keeper of the Seven Keys Part 2 je třetí studiové album německé speedmetalové hudební skupiny Helloween. Album navazuje na úspěšnou první část. Michael Weikath se dostal na pozici hlavního skladatele a dodnes napsal několik nejznámějších skladeb. Deska je jedna z nejvlivnějších v metalu a ukazuje opravdový talent skupiny v tomto období. Album bylo úspěšné po celé Evropě, Asii i USA. Z alba vzešly singly „Dr. Stein“ a „I Want Out“. Skladba „I Want Out“ byla znovu nahrána skupinami Gamma Ray, HammerFall a Sonata Arctica.
Album začíná instrumentální a rychlou předhrou, na kterou navazuje skladba „Eagle Fly Free“ – typická powermetalová skladba s melodickými vokály a hymnickým textem, který se stal jakýmsi typickým znakem tohoto alba. „You Always Walk Alone“ je skladba, kterou napsal Michael Kiske, tehdy nový člen kapely. „Rise And Fall“ je více classicmetalově znějící skladba, hraná krkolomnou rychlostí. Následuje první singl, „Dr. Stein“, který obsahuje dlouhé a temné kytarové sólo, hrané, oproti jiným sólům na albu, s bluesovým nádechem. Balada „We Got The Right“ je na albu zahrnuta jako zvýraznění, demonstrující různorodé skládání písní v kapele. Následuje skladba „Save Us“, která má od ostatních velmi odlišný text. „March of Time“ je další skladba, napsaná Kai Hansenem. Další singl „I Want Out“ se stal nejznámější písní skupiny. Titulní skladba „Keeper of the Seven Keys“ je nejdelší z celého alba.

## Seznam skladeb
1. "Invitation" (Weikath) – 1:06
2. "Eagle Fly Free" (Weikath) – 5:08
3. "You Always Walk Alone" (Kiske) – 5:08
4. "Rise and Fall" (Weikath) – 4:22
5. "Dr. Stein" (Weikath) – 5:03
6. "We Got the Right" (Kiske) – 5:07
7. "Save Us" (Hansen) – 5:12
8. "March of Time" (Hansen) – 5:13
9. "I Want Out" (Hansen) – 4:39
10. "Keeper of the Seven Keys" (Weikath) – 13:38

Skladba „Save Us“ je na rozšířeném vydání přemístěna na 10 pozici.

## Rozšířená verze
1. Savage (B-Side) – 3:25
2. Livin' Ain't No Crime (B-side) – 4:42
3. Don't Run for Cover (B-side) – 4:45
4. Dr Stein (remix) – 5:05
5. Keeper of the Seven Keys (remix) – 13:51

## Sestava
- Michael Kiske – zpěv
- Kai Hansen – kytara
- Michael Weikath – kytara,
- Markus Grosskopf – baskytara
- Ingo Schwichtenberg – bicí

- Režie – Tommy Hansen a Tommy Newton
- Mix – Tommy Newton